# Bánsághi Tamás
Bánsághi Tamás (Budapest, 1953. december 22. –) politikus, Ferencváros volt  alpolgármestere, a Fővárosi Közgyűlés tagja.

## Önéletrajza
Nős, három felnőtt gyermeke van. A Madách Imre Gimnáziumban érettségizett, a Budapesti Műszaki Egyetemen gépészmérnöki és gazdaságmérnöki diplomát, az ELTE jogi karán politológusi végzettséget szerzett. Pályakezdőként számítástechnikai rendszerszervezőként, majd közhivatalokban dolgozott. 1989-től újságíró, főszerkesztő, kiadóvállalati igazgató.

## A politikai életben
1989-ben az MSZP alapító tagja, 1992–94 között, majd 1999-től 2006-ig az MSZP ferencvárosi szervezetének elnöke. 1993 óta vesz részt a Baloldali Önkormányzati Közösség munkájában.
1994–98 között a Fővárosi Közgyűlés tagja, az MSZP frakcióvezető-helyettese, majd 2006-tól ismét fővárosi képviselő. 1998–2002 között pártlistán, 2002-től egyéni választókerületben megválasztott képviselője a Ferencvárosi Önkormányzatnak, 1998-tól 2009-ig Ferencváros alpolgármestere.
2005–2006-ban miniszteri megbízottként a szociális városrehabilitáció országos koordinátora. 2006-ig az Országgyűlésben szakértőként segíti az MSZP-frakció önkormányzati munkacsoportját.
A Ferencvárosi Bűnmegelőzési Tanács elnöke, a Ferencvárosi Európai Integrációs és Vállalkozásfejlesztési Egyesület alapító elnöke, a Sikeres Ferencvárosért Egyesület titkára is volt 2006-ig. Alapító tagja a Nagycsaládosok Országos Egyesületének.
A 2009. januári ferencvárosi időközi országgyűlési képviselőválasztáson az MSZP jelöltje volt. A fideszes jelölt mögött 23,11%-kal a második helyet szerezte meg az első, nem érvényes fordulóban.